# 冯封街道
冯封街道，是中华人民共和国河南省焦作市中站区下辖的一个乡镇级行政单位。

## 行政区划
冯封街道下辖以下地区：
雪莲社区。